# Mademoiselle, écoutez-moi donc !
Pour les articles homonymes, voir The Girl Said No.
Pour plus de détails, voir Fiche technique et Distribution.
Mademoiselle, écoutez-moi donc ! (The Girl Said No) est un film Pré-Code en noir et blanc américaine réalisée par Sam Wood, sorti en 1930.

## Synopsis
Tom Ward, un jeune héros du football, rentre chez lui après avoir obtenu son diplôme, déterminé à conquérir le monde. Il commence à flirter avec Mary Howe, secrétaire de son rival, McAndrews, et dans un restaurant, il corrompt un serveur pour renverser de la soupe sur son employeur. Bien qu'on lui offre un emploi de banquier local, Tom mise sur un plan pour vendre des obligations à la vieille Hattie Brown, une vieille fille déboussolée, et arrive à ses fins en se faisant passer pour un médecin en la saoulant. Enfin, désespéré par les fiançailles de Mary avec McAndrews, Tom l'enlève de l'autel. Dans une course-poursuite finale, elle est finalement convaincue qu'il l'aime.

## Fiche technique
- Titre français : Mademoiselle, écoutez-moi donc !
- Titre original : The Girl Said No
- Réalisation : Sam Wood
- Scénario : A. P. Younger (histoire), Sarah Y. Mason, Charles MacArthur (dialogues)
- Photographie : Ira H. Morgan
- Montage : Frank Sullivan
- Production : Sam Wood
- Société(s) de distribution : Metro-Goldwyn-Mayer
- Pays de production :  États-Unis
- Langue originale : anglais
- Format : noir et blanc - projection : 1.20:1 - Son : Mono (Western Electric Sound System)
- Genre : comédie romantique
- Durée : 90 min
- Dates de sortie :
  - États-Unis : 15 mars 1930
  - France : 29 février 1932

## Distribution
- William Haines : Tom Ward
- Leila Hyams : Marie Howe
- Polly Moran : Polly
- Marie Dressler : Hettie Brun
- Ralph Bushman : J. Marvin McAndrews
- Clara Blandick : Mme Ward
- William Janney : Jimmie Ward
- William V. Mong : Samuel A. Ward
- Frank Coghlan : Eddie Ward
- Phyllis Grue : Alma Ward

## Production
Après le succès au box-office d'Anna Christie (1930) et les critiques élogieuses qu'a reçues pour sa performance Greta Garbo mais aussi sa co-vedette Marie Dressler, la direction de la M-G-M décide d'intégrer cette dernière actrice dans la distribution de Mademoiselle, écoutez-moi donc !. Bien qu'heureuse de recevoir ce nouveau contrat, Marie Dressler a dû cacher sa déception au sujet du scénario et de son rôle.
Selon la biographe Betty Lee dans Marie Dressler : The Unlikeliest Star, « Il semblait assez évident […] que bien que M-G-M ait été impressionné par le potentiel de Dressler [...] les managers ne savait pas comment gérer leur nouvelle vedette. Louis B. Mayer, qui avait déjà informé ses larbins qu'il voulait que Dressler soit représentée comme une figure maternelle […], lui a demandé de déjeuner dans son bungalow privé sur le terrain de Culver City. Non seulement Dressler semblait être une figure maternelle dans la vie réelle, mais le patron de la M-G-M était également conscient que l'actrice dégageait un air distingué et raffiné. Elle était, à ses yeux, une personne bien plus élégante que les habituelles filles « glamour » de Hollywood qu'il n'affectionnait pas ».
Marie Dressler jouera dans sept films en 1930 et remportera l'Oscar de la meilleure actrice pour sa performance dans Min and Bill (1930), contre Wallace Beery.